# Ociemny Wierch
Der Ociemny Wierch ist ein Berg in den polnischen Pieninki, einem Gebirgszug der Pieninen, mit 740 Metern Höhe. Sein Gipfel ist bewaldet und er liegt auf dem Höhenweg Sokola Perć.

## Lage und Umgebung
Der Ociemny Wierch liegt im Hauptkamm der Pieninen. Südöstlich des Gipfels liegt der Dunajec-Durchbruch, nördlich liegt das Tal der Krośnica. 

## Etymologie
Der Name lässt sich als Sattiger Gipfel oder Dunkeler Gipfel übersetzen.

## Tourismus
Der Gipfel liegt im Pieninen-Nationalpark. Der Kammweg führt über den Gipfel.

### Routen zum Gipfel
- ▬ der blau markierte Kammweg von Czorsztyn über die Czorsztyner Pieninen, das Drei-Kronen-Massiv auf den Gipfel des Ociemny Wierch und hinab zum Fluss Dunajec zur Überfahrt Nowy Przewóz nach Szczawnica.